# Bundeskunstsammlung (Schweiz)
Die Kunstsammlungen des Bundes, auch Bundeskunstsammlung, abgekürzt BKS genannt, ist die Kunstsammlung im Besitz der Schweiz mit Sitz in Bern. Sie umfasst ungefähr 22'500 Objekte von Schweizer Kunst und Design aus der Zeit von Ende des 19. Jh. bis zur Gegenwart.

## Geschichte
Mit dem Bundesbeschluss zur Förderung und Hebung der schweizerischen Kunst von 1887 sollte die das Schweizerische Kunstschaffen gefördert werden, in dem der Bund jährlich Kunstwerke ankauft. Die ersten Objekte wurden 1888 in die Sammlung eingebracht. Jährlich stehen dem Bund durchschnittlich 200'000 SFr. für den Kauf von Kunstwerken zur Verfügung.

## Standorte
Etwa die Hälfte der Objekte ist im Sammlungszentrum Bern untergebracht. Rund 6'500 Werke sind als Dauerleihgabe bei Schweizer Museen und 4'500 Kunstwerke sind in den repräsentativen Räumen des Bundeshauses, der Bundesverwaltung und in den Schweizer Vertretungen im Ausland ausgestellt. Bei Amtsantritt können jeweils Bundesräte und Botschafter die Kunstwerke zum Schmuck ihrer Büros aus dem Fundus der Sammlung aussuchen. Ein Teil der Kunstsammlung ist auch Online über das E-Pics-Portal der ETH Zürich zugänglich.